# Objeto subestelar
Um objeto subestelar, é um objeto astronômico cuja massa é menor que a menor massa, aproximadamente 0.08 massas solares, necessária para que uma estrela possa manter a fusão do hidrogênio. Essa definição inclui as anãs marrons, objetos que já foram estrelas, como a EF Eridani B, e também pode incluir objetos de massa planetária, independente de seus mecanismos de formação ou se eles se encontram ou não associados a uma estrela primária.
Pressupondo que um objeto subestelar possui uma composição similar à do Sol e pelo menos a massa de Júpiter (aproximadamente 10−3 massas solares), seu raio seria comparável ao de Júpiter (aproximadamente 0.1 raios solares).  Isso acontece porque o centro de tal objeto subestelar pouco abaixo do limite necessário para iniciar a combustão do hidrogênio se encontraria bastante degenerado, com uma densidade de ≈103 g/cm3, mas essa degeneração abranda na medida em que a massa diminui até o ponto em que, com uma massa semelhante à de Júpiter, um objeto subestelar teria uma densidade no centro menor que 10 g/cm3. A diminuição da densidade equilibra a diminuição da massa, mantendo o valor do raio constante.
Um objeto subestelar com uma massa pouco abaixo do ponto de fusão do hidrogênio poderia dar início à fusão do hidrogênio temporariamente em seu núcleo, apesar dessa fusão fornecer alguma energia, ela não seria o bastante para conter a contração gravitacional em andamento; da mesma forma, apesar de um objeto cuja massa corresponde a aproximadamente 0.013 massas solares ser capaz de manter a fusão do deutério por algum tempo, essa fonte de energia se esgotaria num espaço de tempo de aproximadamente 106 a 108 anos.  Excluindo-se essas fontes, a radiação de um objeto subestelar isolado viria apenas da liberação de sua energia gravitacional potencial, provocando o resfriamento e a contração do objeto. Um objeto subestelar orbitando uma estrela se contrairia mais lentamente, por ser aquecido pela estrela, evoluindo em direção ao estado de equilíbrio, no qual o corpo emite a mesma quantidade de energia que recebe da estrela.